# Praizvedba
Praizvedba je čin kada se djelo prvi put predstavlja javnosti. Ovaj izraz se po pravilu povezuje s umjetnošću, kazalištem, glazbom i plesom ili drugim kulturnim fenomenima. Razlikuje se od jedne premijere po tom što je praizvedba prva izvedba od svih premijera. Izraz se uglavnom koristi za prvu premijeru glazbenih djela ali se koristi također i za film, no tada se naziva praizvedba filmskog festivala ili svjetska premijera.

## Spektakularne praizvedbe
- Deveta simfonija Ludwiga van Beethovena s njime kao dirigentom nakon što je oglušio.
- Mahlerova 8. simfonija izvedena je s više od 1000 glazbenika i pjevača, kasnije nazvana i Sinfonie der Tausend (Simfonija tisuće).
- Opera Aida je 24. prosinca 1871. praizvedena u egipatskome glavnome gradu Kairu povodom otvaranja Sueskog kanala, kojom je dirigirao sam skladatelj, Giuseppe Verdi.